# Roelandt Savery
Roelandt Savery, též Saverij či Savry (1576/78 Kortrijk (Courtrai), 25. únor 1639 Utrecht) byl vlámský malíř a grafik, na dvoře císaře Rudolfa II., malující manýristické krajiny ve stylu Jana Bruegela staršího. Typické jsou zvláště jeho krajiny zaplněné zvířaty, často exotickými, a scenérie s vodopády.

## Životopis
Roelandt Savery se narodil v rodině Maartena Saveryho a Cathelijne van der Beke jako jejich páté dítě. Před Roelandtem se narodily Hans (* 1564/65), Jacob (* 1566), Cathelijne (?) a Maeijken (* 1574). Město Kortrijk ve 2. polovině 16. století hospodářsky upadalo a v roce 1570 strádající obyvatelstvo města postihla morová epidemie. V následujících letech pak město ovládli radikální kalvinisté (1577), které v roce 1579 vystřídala stejně netolerantní katolická aliance. Obsazení Kortrijku Španěly (1580) vedlo k tomu, že Saveryovi, náboženským vyznáním anabaptisté, odešli do Brugg a následně do tolerantnějšího a hospodářsky lépe prosperujícího Haarlemu (1585). V roce 1587 bratr Jacob Savery, žák Hanse Bola a znalý prací Pietra Bruegela staršího, se zde stal členem cechu sv. Lukáše. V té době se u něho asi začal učit i mladší bratr Roelandt. Zatímco nejstarší z bratrů Hans se v Haarlemu usadil natrvalo, Jakob kolem roku 1589 město opustil a usadil se v Amsterdamu. Roelandt pravděpodobně přesídlil do Amsterdamu se svým bratrem, aby tu pokračoval v učení. Byl to nepochybně Jakob, kdo ho vyškolil v krajinomalbě, malbě zvířat, ale i v malbě květinových zátiší. První Roelandtem signované obrazy vznikly v Amsterdamu kolem roku 1600. V roce 1603 však bratr Jacob v Amsterdamu umírá a Roelandt, snad za přispění Bartholomea Sprangera, odjel k císařskému dvoru do Prahy.
Koncem roku 1603, nejpozději začátkem roku následujícího, Roelandt Savery přicestoval do Prahy, a to již jako zkušený malíř. Ve svých raných kresbách Prahy zobrazil některé objekty, které v téže době malovali i další dva nizozemští umělci působící v Praze – Pieter Stevens a Paulus van Vianen, což svědčí o jejich možné spolupráci. Tyto scenérie z okolí Prahy přivedly císaře Rudolfa II. na myšlenku vyslat Saveryho do Tyrolských Alp, do míst, kterými projížděl jako mladý princ při cestě do Španělska a zpět. Savery tuto cestu vykonal v letech 1606-1607. Mezi léty 1607 a 1613 se Saverym v Praze pobýval i jeho synovec Hans, též malíř a kreslíř, který se u strýce učil a později s ním i spolupracoval.
V roce 1613 dostal Roelandt Savery povolení ke tříměsíční cestě do Nizozemí, ale není dokladů o tom, že by se do Čech znovu vrátil. Po pobytu v Amsterdamu se roku 1618 objevil v Haarlemu, aby se ještě téhož roku usídlil v Utrechtu. Zde se stýkal a spolupracoval s malíři tzv. utrechtské malířské školy. Navíc vznik „kreslířské akademie“ přilákal do Utrechtu i další významné malíře jako byli Abraham Bloemaert, Balthasar van der Ast nebo Gerard van Honthorst. Přes velké výdělky Savery v roce 1638 zbankrotoval. Podíl na bankrotu měl Cornelis de Bruyn, manžel Jakobovy dcery Cathariny Saveryové, který mu dal podepsat falešné směnky. Několik měsíců po této události Roelandt Savery zemřel a 25. února 1639 byl pohřben v utrechtském kostele Bunkerk.

### Portrét
Významný portrét Roelanta Saveryho (zde v infoboxu) vytvořil Jan Meyssens a jeho rytinu provedl Adam Willaerts až po Saveryho smrti. Byl vytvořen roku 1662 jako jedna z mnoha ilustrací do knihy o umělcích s titulem  Het Gulden Cabinet (Zlatý kabinet) s texty vlámského právníka a básníka Cornelise de Bie (1627–1712/1715).

## Umělecká tvorba
Roelandt Savery patřil mezi typické reprezentanty vlámské krajinomalby pečující o odkaz Pietera Bruegela staršího. V Praze však díky uměleckým kontaktům se z něho stal „novátorský“ umělec. Především jeho kresby bizarních krajin, často se hemžící lidmi nebo exotickými zvířaty, se staly jeho nejvýznamnějším přínosem evropskému malířství.

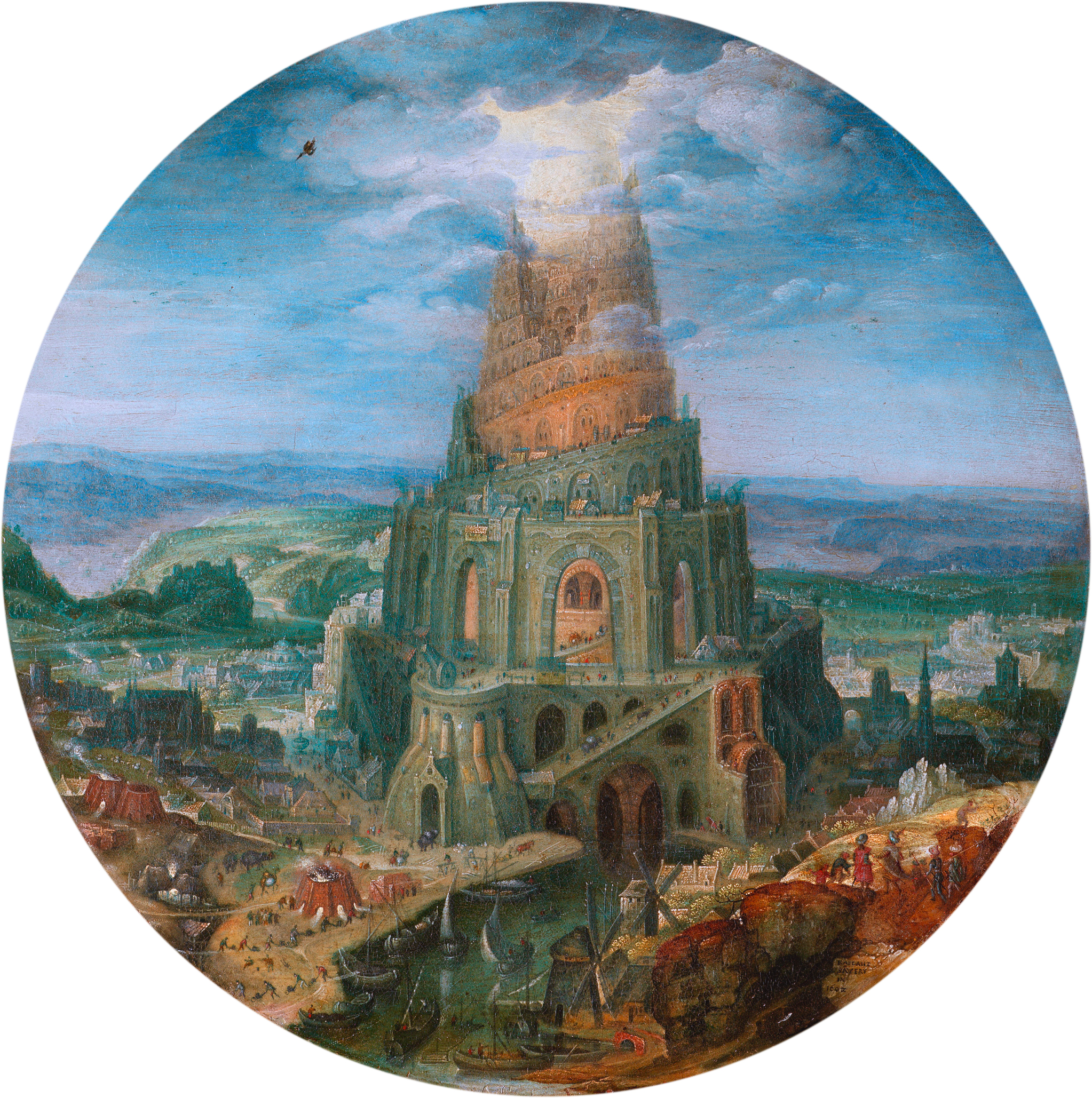
Babylonská věž (Roelandt Savery ve stylu Pietra Bruegela st., 1602, Germanisches Nationalmuseum, Norimberk)

### Obrazy
Příchod Saveryho do Prahy pravděpodobně souvisí se zájmem Rudolfa II. o dílo Pietra Bruegela staršího (dnes označován jako Pieter I. Bruegel), jehož největší dobovou sbírku obrazů císař vlastnil. Přitom část z nich zdědil po smrti svého bratra Arnošta Habsburského (1552-1595), místodržitele Španělského Nizozemí. Navíc se císař zajímal o naturalia a Savery dovedl realisticky zobrazit jak květiny, tak i zvířata. Obraz Drancování vesnice (asi 1604, Broelmuseum, Kortrijk) dokládá, jak Savery lpěl na vlámské tradici, neboť kompozičně navazuje na Bruegelovo Betlémské vraždění neviňátek (1563/67, Kunsthistorisches Museum, Gemäldegalerie, Vídeň). V tomto žánru Savery sice pokračoval i v obraze Čeští venkované popíjejí před hospodou (1608, Musées des Beaux-Arts de Belgique, Brusel), ale v následujících letech tyto obrazy vystřídaly krajiny s lesními bystřinami, plné zvěře a lidských postav. Asi po roce 1609 v obraze Hon na kance (Národní galerie, Praha) Savery zachytil oblíbenou kratochvíli šlechty i císaře. Dnes existuje celkem šest verzí obrazu s tímto námětem, z nichž některé namaloval i za přispění synovce Hanse. Savery také opakovaně zpracovával téma Orfea muzicírujícího mezi zvířaty, přičemž vídeňská verze obrazu Orfeus v podsvětí (asi 1610, Kunsthistorisches Museum, Gemäldegalerie, Vídeň) je odezvou na Boschovu tradici „pekelných krajin“. V dalších obrazech, ve kterých Orfeus hraje zvířatům v přírodě, spatříme nejen Saveryho oblíbené ptáky, mezi jinými i kasuára, chloubu císařského zvěřince. Zvláštní místo mezi nimi má pták zvaný dronte mauricijský či dodo (blboun nejapný; Raphus cucullatus), kterého nacházíme na obraze Orfeus hraje zvířatům v krajině (1611, Staatlische Museen, Gemäldegalerie, Berlin) nebo na pozdějších obrazech Po potopě (1625, Remeš) nebo Ráj (1626, Berlín). Díky zvoleným tématům se Savery v těchto obrazech nemusel zabývat otázkou neslučitelnosti zobrazených zvířat. Byl to také jeden z důvodů, proč se k tématu „Orfeus hrající zvířatům“ opakovaně vracel. Dokládají to obrazy v Národní galerii v Praze (1625) nebo v Londýně (1628). Nepřekvapí proto, že dnes existuje nejméně dvacet tři obrazů s tímto námětem.

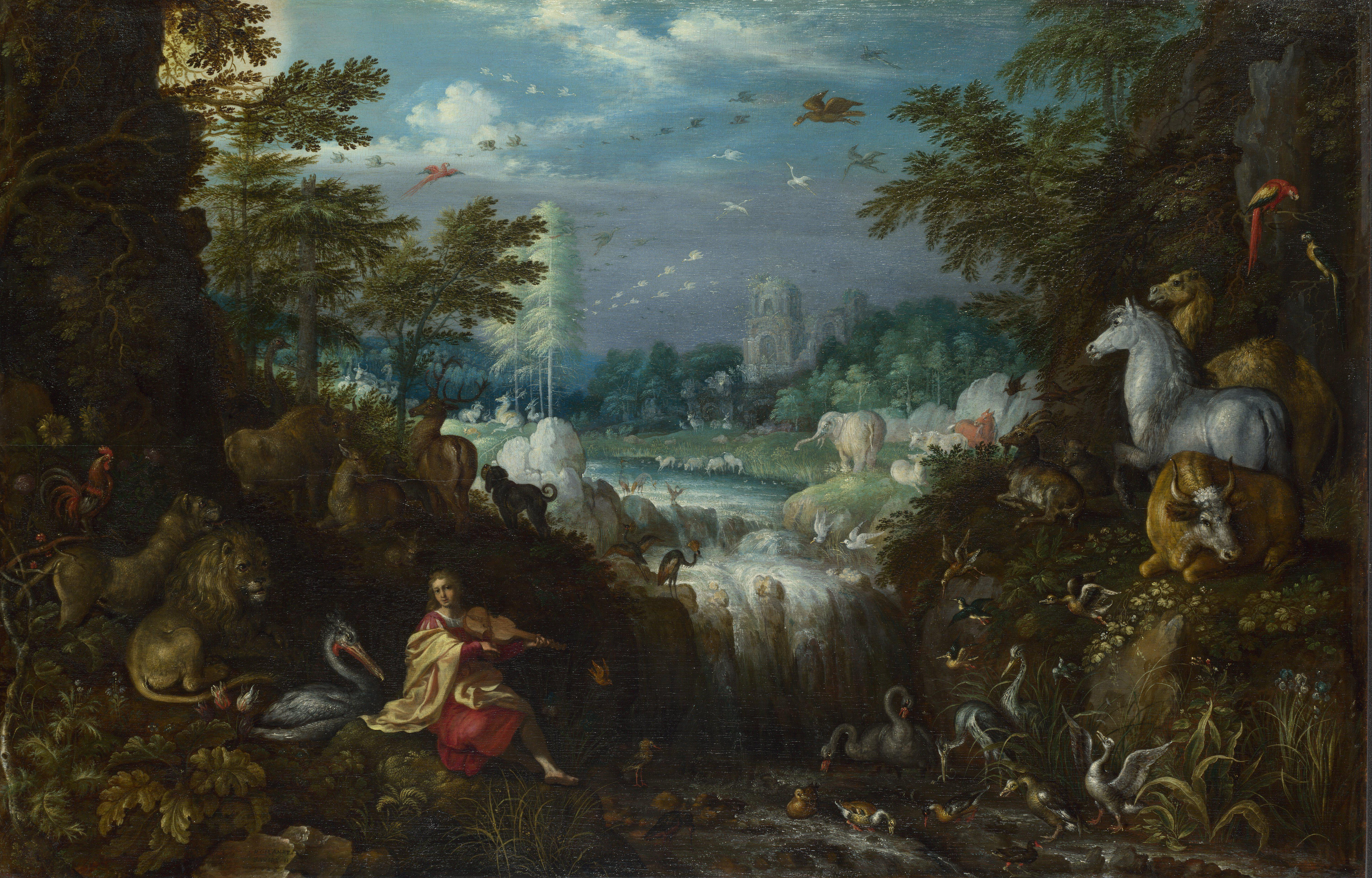
Orfeus hraje zvířatům v krajině (1628, National Gallery, Londýn)

Naopak výjimečným dílem je Saveryho obraz Dva koně s podkoními (1628, Broelmuseum, Kortrijk). Autor v obraze prokázal mimořádný talent pro zobrazování koní. Podobný obraz koně s dlouhou hřívou lze vidět v Bestiáři Rudolfa II. (dnes Österreichische Nationalbibliothek, Vídeň), do kterého přispívali i další rudolfínští malíři, především Dirck de Quade van Ravesteyn. Téma zobrazené v tomto mimořádném obraze svědčí pro literární podnět, kterým mohlo být Platónovo dílo „Faidros“. Savery koně maloval opakovaně, jak to dokládají nejen jeho kresebné studie, ale i obraz Krajina s hřebci (po roce 1630, Národní galerie, Praha).

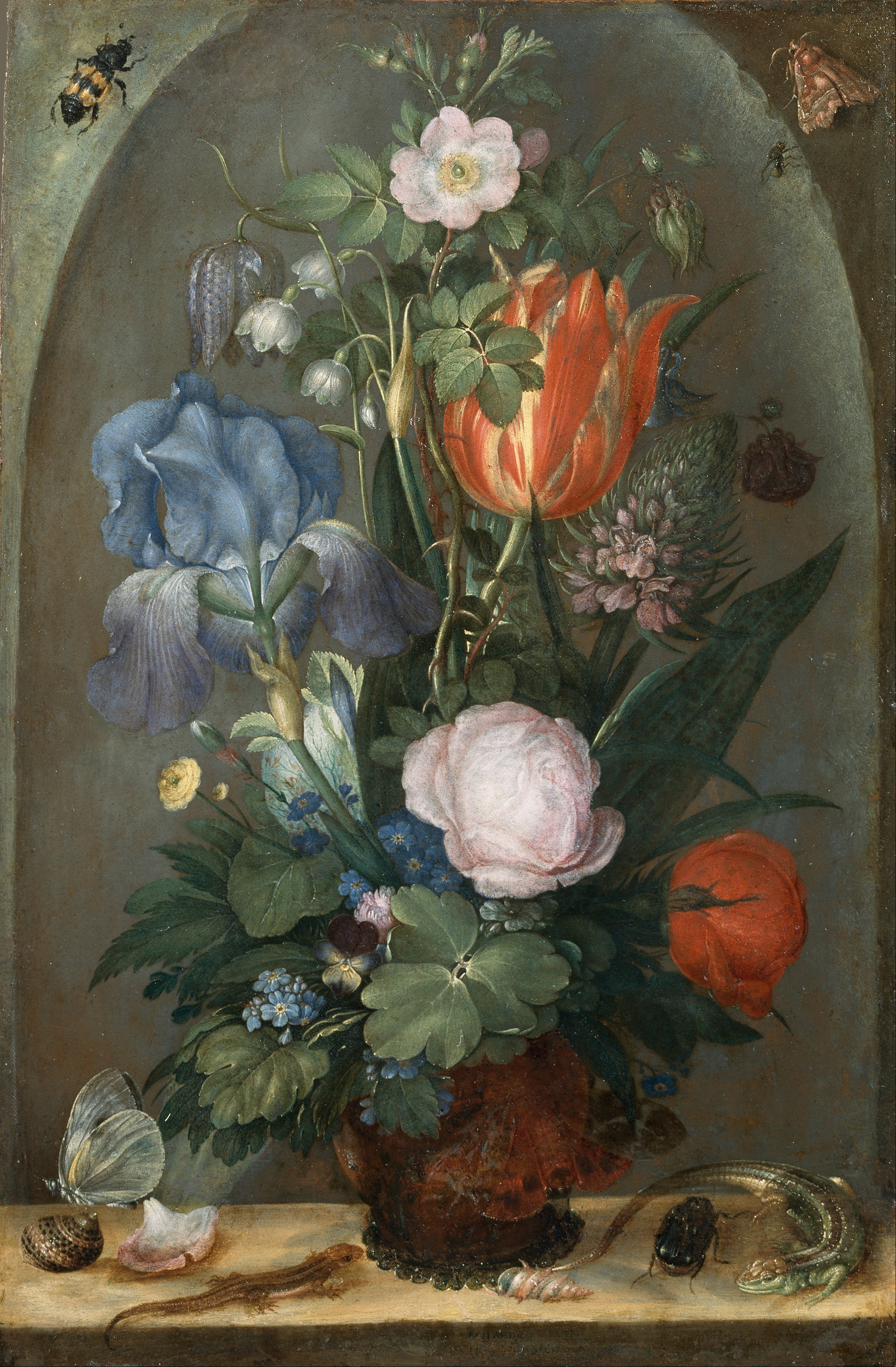
Kytice ve sklenici ve tvaru roemeru (1630?, Grand Curtius, Utrecht)

Asi ve stejné době vznikl Saveryho obraz Kytice ve sklenici ve tvaru roemeru (1630 ?, Grand Curtius, Lutych), ve kterém malíř pozměnil starší formu Kytice v nice (1603, Centraal Museum, Utrecht), aby v obou případech připomněl pomíjivost života. Tomu napovídá i způsob Saveryho života po roce 1625, kdy dopoledne malovalo a zbytek dne trávil hospodskými zábavami, což vedlo k pozdějšímu úpadku jeho mentálních schopností.

### Kresby
Již před příchodem do Prahy se Roelandt Savery projevoval jako nadaný kreslíř, navazující na vesnickou tematiku Pietera Bruegela staršího. Během pobytu u císařského dvora se zaměřil nejen na zachycení krajiny kolem Prahy, ale i na město samotné. Jeho skici podle skutečnosti byly nejen mistrné, ale i věrohodné, informující o architektonické podobě města. Nepřekvapí proto, že kresby z pražského prostředí vlastnil i Rembrandt van Rijn (1606-1669). Saveryho malířská dovednost císaře zaujala natolik, že ho v letech 1606-1607 vyslal na cestu do Tyrolských Alp, aby pro něho zachytil divokost tamější krajiny. Asi roku 1607 Savery namaloval studii Vodopád s malířem při práci (Österreichische Nationalbibliothek, Vídeň) patřící k jeho nejlepším kresbám. Toto téma, do té doby opomíjené, umělec pro krásu a dramatičnost vodopádu a peřejí "objevil" pro další generace krajinářů. Kresba se stala součástí Saveryho třinácti kreseb horských krajin a dvou studií stromů zařazených do souboru s názvem "Atlas van der Hem". Během Saveryho pobytu u císařského dvora tak vzniklo více než 200 kreseb (a asi 70 obrazů). Nepochybně v Praze vznikla i první Saveryho kresba dnes vyhynulého ptáka doda dovezeného z ostrova Mauricius, kterého Savery poprvé namaloval v roce 1611, jako jeden z nemnoha dokladů jeho skutečné existence.

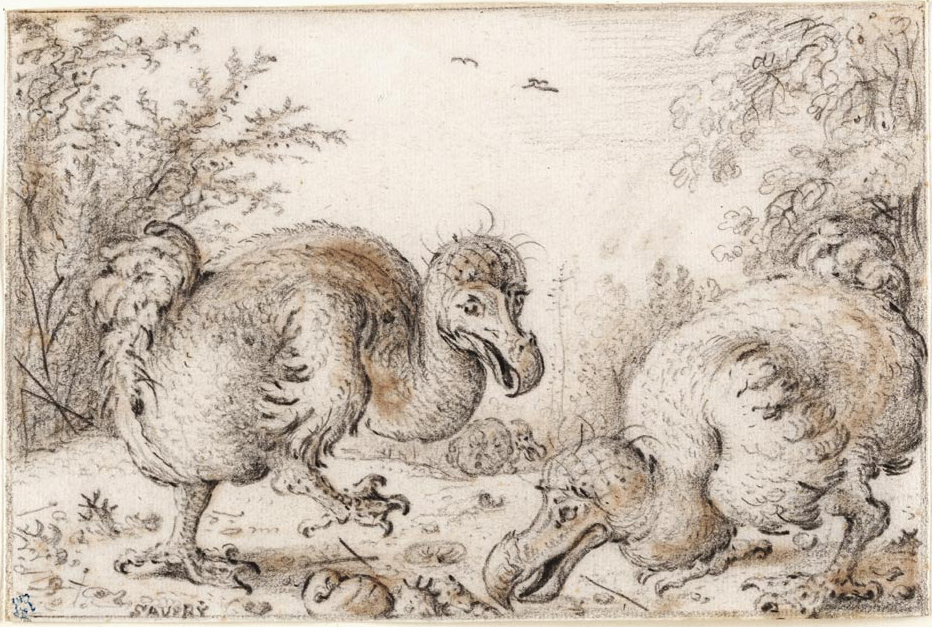
Ptáci dodo (1626 ?, Crocker Art Museum, Sacramento, CA, USA)

### Grafika
Krajina tvořila důležitý námět v grafické tvorbě rudolfínského dvora. Předlohami pro grafické listy vznikající v dílně Aegidia Sadelera byly především skici a kresby krajinných pohledů Roelandta Saveryho a Pietera Stevense. Byly to především Saveryho kresby zhotovené v době, kdy ho císař vyslal do Tyrol (1606/1607). Jeho skicář (dnes ve vídeňské Österreichische Nationalbibliothek) byl nepřeberným zdrojem námětů, které vedly ke spolupráci mezi malířem a rytcem. Výsledkem této spolupráce byl první cyklus mědirytů (1609). Rychle následovaly další čtyři série krajin podle Saveryho předloh.
Grafický list Lesní vodopád s pasáčkem a čtyřmi kozami - z cyklu Šest krajin (1609, Národní galerie, Praha), ve kterém dominuje nitro lesa s polámanými kmeny stromů, je významný tím, že Savery tuto přírodní scenérii později znovu použil v obraze Lov na jelena (asi 1613, Národní galerie, Praha). Tyto tisky prováděné Sadelerem přispívaly k Saveryho úspěchu a slávě. Savery sám se pokoušel o realizaci svých kreseb pomocí snadnější techniky leptu, ale nakonec uznal, že práce rytce je mnohem působivější než jeho lepty. Sadelerovy mědiryty nebyly vždy zcela přesnou reprodukcí Saveryho kreseb, a proto je Savery na mědirytech uváděn jako "inventor" (vynálezce či autor předlohy), přičemž Aegidius Sadeler je většinou uváděn jako "vydavatel". Úspěšnost této spolupráce autora s vydavatelem dokládá zmíněných pět sérií vzniklých mezi léty 1609 a 1613. Později se Saverym spolupracoval také Isaac Major, který se pravděpodobně podílel i na Sadelerem vydaných sériích mědirytin v době, kdy Savery pobýval ještě v Praze.

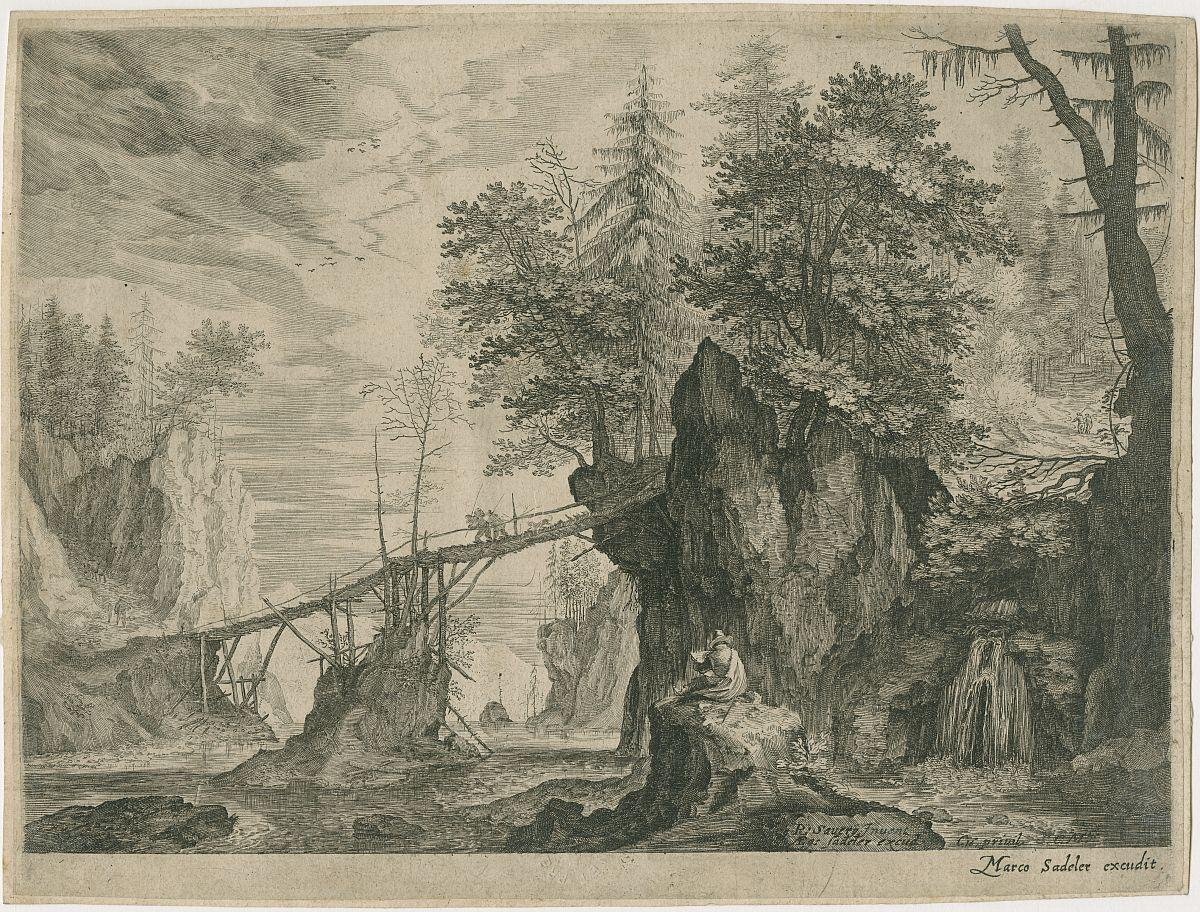
Krajina s kreslířem (mědiryt z cyklu "Šest horských krajin v Tyrolsku", 1609, Museum Plantin-Moretus, Antverpy a rovněž Národní galerie, Praha)

## Ohlas Saveryho tvorby v českém malířství
V roce 1621 je v soupisu obrazů nacházejících se ve sbírkách Pražského hradu jméno Savery uvedeno jako jméno autora u sedmnácti obrazů, ale po vyplenění Pražského hradu Švédy obdobný soupis z roku 1650 již Saveryho jméno neobsahoval. Obrazy připisované Saverymu se v inventářích začaly znovu objevovat až mezi léty 1718-1763, což bylo důležité pro reflexi jeho stylu a motivů v dílech malířů českého baroka.
Přestože po odchodu z Prahy zde Savery nezanechal žádného žáka, díky Sadelerovým rytinám se jeho krajiny šířily nejen v Čechách, jak to dokládá tvorba Václava Hollara, ale i mimo ně, což dokládá Rembrandtův zájem o jeho kresby. V době nástupu reformace touto reflexí byly církevní zakázky, jako velký obraz Kristus po postu, který v roce 1684 namaloval Jan Jiří Heinsch pro kostel sv. Mikuláše na Malé Straně (dnes obrazárna premonstrátů na Strahově, Praha). Také některé šlechtické rody, především Nosticové a Valdštejnové, Saveryho obrazy začaly nakupovat do svých sbírek. Velkým Saveryho obdivovatelem byl hrabě Felix Vršovec (1654-1720), v jehož majetku se nacházelo několik umělcových obrazů, mezi jinými dvě vyobrazení kytic - Kytice v nice a Kytice z Vaduzu nebo Ráj a Krajina s ptáky.
Saveryho kompozice ovlivnily i další malíře. Byl to především Johann Rudolf Byss, autor obrazů Ptáci v krajině I z roku 1704 a Ptáci v krajině II z roku 1705 (oba obrazy v Národní galerii, Praha) a v neposlední řadě i Václav Vavřinec Reiner, který pro Nostice namaloval obraz Orfeus v krajině se zvířaty (Národní galerie, Praha). Nakonec zájem vzbudily i Saveryho krajiny, z nichž krajinu s kruhovou věží zakomponoval Jan Jakub Hartmann do dvou krajin s věžemi (Rychnov nad Kněžnou, kolowratská sbírka), což svědčí o dobovém vkusu české šlechty přibližně sto let poté, co Savery zavítal do Prahy jako mladý, nadějný malíř.

## Výstavy Saveryho děl v České republice
- 2010 - 2011 Roelandt Savery – malíř ve službách císaře Rudolfa II. Národní galerie - Sbírka starého umění, Schwarzenberský palác, Praha. Doba konání: 8. prosinec 2010 - 20. březen 2011. Kurátorka výstavy: Olga Kotková
- 2014 – 2015 Rudolfínští mistři. Díla dvorních umělců Rudolfa II. z českých soukromých sbírek. Muzeum hlavního města Prahy, Praha. Doba konání: 12. listopad 2014 – 19. březen 2015. Kurátorka výstavy: Eliška Fučíková